# Rhagio turcicus
Rhagio turcicus är en tvåvingeart som beskrevs av Lindner 1930. Rhagio turcicus ingår i släktet Rhagio och familjen snäppflugor. Inga underarter finns listade i Catalogue of Life.